# Yang Song-guk
Yang Song-guk (Pionyang, Corea japonesa; 19 de agosto de 1944) es un exfutbolista norcoreano que jugaba en la posición de delantero.

## Carrera

### Club
Jugó toda su carrera con el Kigwancha SC de 1965 a 1979.

### Selección nacional
Jugó para Corea del Norte en el mundial de Inglaterra 1966 en el que anotó en la derrota en los cuartos de final ante Portugal, y también formó parte de los equipos que participaron en los Juegos Asiáticos de 1974 y los Juegos Olímpicos de Montreal 1976.

### Entrenador
Fue entrenador de Corea del Norte en 1980.